# 戈姆
戈姆（法語：Gaume，法語發音：[ɡom]）是比利时东南部的一个历史与文化地区，位于盧森堡省最南端，比法边界处，最主要城市为维尔通。戈姆地区通行法语，当地有洛林语的一种方言——戈姆方言。